# Adelheid und ihre Mörder
Adelheid und ihre Mörder ist eine deutsche Krimiserie mit Evelyn Hamann in der Hauptrolle. Hamann spielte darin die Sekretärin Adelheid Möbius, die in der Abteilung Mordkommission Zwo der Hamburger Kriminalpolizei arbeitet.
Die Serie wurde von 1992 bis 2006 von der neuen deutschen Filmgesellschaft im Auftrag des Norddeutschen Rundfunks produziert. Die Regie führten Ulrich Stark (6 Folgen, 1993–1996), Arend Agthe (6 Folgen, 1998–1999), Claus-Michael Rohne (20 Folgen, 1996–2001), Stephan Meyer (8 Folgen, 2003–2005) und Stefan Bartmann (26 Folgen, 2000–2007). 2003 gab es ein 45-minütiges Special mit Adelheid verpflichtet – hinter den Kulissen von „Adelheid und ihre Mörder“.

## Handlung
In jeder Folge der Serie geht es um einen Mordfall, den die 2. Mordkommission, Mord Zwo genannt, aufklären soll. Obwohl nur als Sekretärin angestellt, hat es sich Adelheid zum Hobby gemacht, den jeweiligen Täter selbst zu ermitteln. Einzige Ausnahme ist die Episode Nr. 23 („Sondereinsatz“), bei der mit Hilfe von Adelheid ein Bankraub mit Geiselnahme friedlich beendet wird. Ihr Vorgesetzter, Kriminalhauptkommissar Ewald Strobel, versucht in der Regel, die Einzelheiten des Falles vor Adelheid zu verheimlichen und den Fall ohne ihre Hilfe zu lösen. Adelheid kommt dennoch zum Zuge, durchforstet den Tatort, vernimmt heimlich (und meist unter Vorspiegelung der Funktion einer Ermittlungsbeamtin) Zeugen und entdeckt Hinweise, die ihre Kollegen übersehen haben. Zusammen mit ihrem Ex-Ehemann Eugen Möbius, der bei der Polizei Hamburg im Streifendienst arbeitet und für das Hobby seiner von ihm immer noch geliebten Ex-Frau regelmäßig Dienstpflichtverletzungen begehen muss, löst sie die Fälle, während Hauptkommissar Strobel noch im Dunkeln tappt.
Ebenso kommt Adelheid oft nach Abschluss ihrer Ermittlungen durch den jeweiligen Täter in eine gefährliche Situation, aus der sie nur durch den heldenhaften Einsatz ihrer Kollegen und des von ihr heimlich verehrten, aber kriminalistisch glücklosen Hauptkommissars befreit wird. Durch diese Schlussszenen bekommt jede Episode etwas Versöhnliches, da letztendlich die Sache nur durch die gemeinsamen Anstrengungen aller Beteiligten zu einem guten Ende kommt.
Adelheid lebt nach der Scheidung von Eugen mit ihrer Mutter Rosa Müller-Graf-Kleditsch in einer edlen Altbauwohnung. Holger, der gemeinsame Sohn von Adelheid und Eugen, begann zunächst nach einigen Gelegenheitsjobs eine Ausbildung bei der Polizei, wandert dann jedoch nach Marseille/Frankreich aus.
Weitere Kennzeichen der Serie, insbesondere in der 5. Staffel, sind die ewigen Rangeleien der Abteilung Mord Zwo mit der konkurrierenden Mord Eins und die Rivalitäten zwischen Ewald Strobel und seinem Vorgesetzten (zunächst Dr. Siegbert Heimeran, dann Direktor Ferdinand Dünnwald). Ein in jeder Folge wiederkehrender Running Gag sind die Dialoge zwischen Adelheid und ihrer Mutter (Adelheid: „Muddi?“, Mutter: „Sag nicht immer Muddi zu mir“, Adelheid: „In Ordnung, Muddi“). Strobels Opern- und speziell Wagner-Faible ist ein Zitat von Baumanns früherer Rolle in einer ähnlichen Funktion (Leiter der Mordkommission) als Hauptkommissar Sudmann in SOKO 5113.
Des Weiteren sind die eigentlichen Morde bzw. Mörder in den neuesten Staffeln nicht mehr zu sehen. Man sieht diese jedoch am Ende jeder Sendung. Während in früheren Folgen immer der eigentliche Mord gezeigt wurde, ist in späteren nur noch die Bergung der Leiche zu sehen.
Sonst arbeitete in der Mord Zwo auch Kommissar Dieter Pohl, der von seiner einstigen Dauerfreundin Marion kurz nach der Hochzeit verlassen wurde und später Wichtrud Schaller aus der Mord Eins heiratete. Dann gab es noch Kommissar Gernot Schubert, der sich durch ewige Krankmeldungen und Kuren vor seinem Dienst drücken wollte, aber auch durch außergewöhnliche Begabungen, wie z. B. Golf oder Fotografie auffiel. Kommissar Ralf Schilling, der als Ersatzmann für Schubert kam, wurde von Strobel häufig von oben herab behandelt und missachtet. In der ersten Staffel kam auch regelmäßig der Gerichtsmediziner Dr. Siegfried Dochnal vor, der später von dem sporadisch auftretenden Dr. Wagner ersetzt wurde. Und nicht zuletzt gab es in der fünften Staffel noch Dünnwalds aufmüpfig-neugierige Sekretärin Frau Kölmel.
Als Außenkulisse des Polizeikommissariates diente in der Anfangszeit das Bürogebäude von Studio Hamburg in der Mendelssohnstraße in Hamburg-Bahrenfeld, das ebenso als Außen- und Innenkulisse für die ARD-Serie Großstadtrevier verwendet wird.

## Abruptes Ende
Die Serie fand nach Evelyn Hamanns plötzlichem Krebstod am 28. Oktober 2007 ihr unerwartetes Ende. Allerdings standen weitere Folgen schon seit Längerem in Frage, da die Hauptdarstellerin aufgrund ihrer gesundheitlichen Verfassung um eine Drehpause gebeten hatte, was jedoch vor der Öffentlichkeit geheim gehalten wurde. Da von vornherein abzusehen war, dass eine Neubesetzung der Adelheid auf große Ablehnung stoßen würde, beschloss man, die Serie einzustellen. 2006 fiel in Hamburg die letzte Klappe, 2007 wurden die zuletzt gedrehten Folgen ausgestrahlt.
Die Serie Alles Klara setzt das Handlungsmuster „Clevere Sekretärin eines Kommissariats löst den Fall“ fort.

## Besetzung

### Hauptdarsteller
| Schauspieler          | Rollenname                             | Bemerkungen                                                   | Einstieg | Ausstieg | Jahre     |
| --------------------- | -------------------------------------- | ------------------------------------------------------------- | -------- | -------- | --------- |
| Evelyn Hamann         | Adelheid Möbius                        | Sekretärin der Mordkommission Zwo                             | Folge 1  | Folge 65 | 1993–2007 |
| Heinz Baumann         | Ewald Strobel                          | Kriminalhauptkommissar – Leiter Mord Zwo                      | Folge 1  | Folge 65 | 1993–2007 |
| Gerhard Garbers       | Eugen Möbius                           | Polizeihauptmeister – Adelheids Ex-Mann                       | Folge 1  | Folge 65 | 1993–2007 |
| Gisela May            | Rosa (Elisabeth) Müller-Graf-Kleditsch | Muddi – Adelheids Mutter                                      | Folge 1  | Folge 65 | 1993–2007 |
| Dieter Brandecker     | Dieter Pohl                            | Kriminalkommissar Mord Zwo                                    | Folge 1  | Folge 65 | 1993–2007 |
| Tilo Prückner         | Gernot Schubert                        | Kriminalkommissar Mord Zwo                                    | Folge 1  | Folge 26 | 1993–2000 |
| Konstantin Graudus    | Holger Möbius                          | Kriminalhauptmeister – Adelheids und Eugens Sohn              | Folge 1  | Folge 12 | 1993–1995 |
| Oliver Stern          | Ralf Schilling                         | Kriminalkommissar Mord Zwo                                    | Folge 27 | Folge 65 | 2000–2007 |
| Burghart Klaußner     | Dr. Siegbert Heimeran                  | Kriminaldirektor                                              | Folge 3  | Folge 39 | 1993–2001 |
| Hans Peter Korff      | Dr. Ferdinand Dünnwald                 | Kriminaldirektor                                              | Folge 40 | Folge 65 | 2002–2007 |
| Maria Bachmann        | Marion Bachmann †                      | Pohls Freundin/Frau und Ex                                    | Folge 1  | Folge 61 | 1993–2007 |
| Johanna Gastdorf      | Wichtrud Schaller                      | Sekretärin der Mordkommission Eins – neue Freundin/Frau Pohls | Folge 53 | Folge 65 | 2005–2007 |
| Christiane Leuchtmann | Frau Kölmel                            | Sekretärin des Kriminaldirektors Dr. Ferdinand Dünnwald       | Folge 58 | Folge 64 | 2005–2007 |
| Michael Brandner      | Dietmar Brinkmann                      | Leiter der Mordkommission 1                                   | Folge 53 | Folge 65 | 2005–2007 |
| Eva Kryll             | Baronin von Plattenhoff                | Journalistin                                                  | Folge 61 | Folge 65 | 2007      |
| Aline Hochscheid      | Friedericke Mangold                    | Polizeianwärterin                                             | Folge 61 | Folge 65 | 2007      |
| Eckart Dux            | Maximilian Jensen                      | Verehrer von Müller-Graf-Kleditsch                            | Folge 40 | Folge 52 | 2003      |
| Gunter Berger         | Manfred Peschke                        | Fahrschullehrer                                               | Folge 61 | Folge 65 | 2007      |
| Klaus Mikoleit        | Dr. Siegfried Dochnal                  | Gerichtsmediziner                                             | Folge 1  | Folge 18 | 1993–1998 |

### Weitere Darsteller
In den Gastrollen waren oft bekannte Schauspieler zu sehen. In der Staffel 1 waren es u. a. Doris Kunstmann, Martina Gedeck, Walter Kreye, Jan-Gregor Kremp, Siemen Rühaak, Sky du Mont, Else Quecke, Anke Sevenich, Ulrich Wildgruber, Gerd Böckmann, Felix von Manteuffel, Nina Petri, Andrea Sawatzki, Joachim Kemmer und Alexander Radszun.
In der Staffel 2 waren es Manon Straché, Ulrich von Dobschütz, Hans Peter Korff in der Folge 16 als Herr Liebenstein, Gerhard Olschewski, Rolf Zacher, Petra Kleinert, Daniela Ziegler, Dieter Eppler, Irm Hermann, Cecilia Kunz und Ralph Herforth.
→ siehe ausführliche Tabelle in der Episodenliste

## Auszeichnungen
- Bayerischer Fernsehpreis 1997, Kategorie Beste Darstellerin in einer Serie: Evelyn Hamann
- Bayerischer Fernsehpreis 2002, Kategorie Bester Darsteller in einer Serie: Heinz Baumann
- Telestar 1997, Kategorie Beste Darstellerin/Serie: Evelyn Hamann
- „Ehrenkommissar der Polizei“ für Evelyn Hamann 1998